# Kolomenskoïe
Kolomenskoïe (russe : Коло́менское) est un parc et un village ancien avec plusieurs églises orthodoxes, situé à dix kilomètres au sud du centre-ville de Moscou. Il devint l'un des faubourgs de la capitale soviétique dans les années 1960 et appartient aujourd'hui à la partie sud de la ville.

## Histoire
Dans le ravin qui sépare la colline Kolomenskoïe de celle de Diakovo, il y a plusieurs gros rochers. La tradition locale affirme qu'en cet endroit saint Georges, le saint patron de Moscou, tua le dragon.
Le domaine appartenait au XIVe siècle au grand prince Dimitri Donskoï. C'est un ensemble architectural des XVIe et XVIIe siècles sur une hauteur au bord de la rivière Moskova. Il est mentionné pour la première fois dans le testament d'Ivan Kalita en 1339.
L'église de l'Ascension est l'une des premières églises du village, bâtie en 1532, faite de pierre avec un toit en croupe sur une base octogonale, pour commémorer la naissance de l'héritier désiré, Ivan IV.
L'église de la Décollation-de-Saint-Jean-le-Précurseur à Diakovo a été construite quelques années plus tard (1534-1535) à proximité de l'église de l'Ascension.

## Architecture
Le mouvement vertical de cette église de l'Ascension rappelle un peu celui des cathédrales gothiques occidentales.
Ce style s'impose à l'architecture de pierre au XVIe siècle en Russie sous l'influence de l'architecture en bois. Dans certaines régions elle connaîtra une fortune remarquable. 
Mais les autorités ecclésiastiques  en interdiront l'usage pour un retour aux traditionnelles  cinq coupoles  à la suite des réformes de Nikon.  
À proximité, l'ancien palais de Kolomenskoïe du tsar Alexis Mikhailovitch a été rebâti, à environ un kilomètre de son emplacement d'origine dont on peut observer les ruines. Ce palais édifié en bois évoque la vie à la Cour des Tsars durant les XVIIe et XVIIIe siècles.
Cette réplique est ouverte au public, qui peut y découvrir la salle du banquet, la salle du trône, les bains et l'appartement de la tsarine.
Le domaine de Kolomenskoïe abrite par ailleurs la maison en bois de Pierre Ier ainsi que le musée de plein-air et ses bâtiments en bois, qui proviennent de diverses régions de Russie.

## Naissances
- Ivan le Terrible, le 3 septembre (25 août) 1530
- Élisabeth Ire, le 18 décembre 1709 (29 décembre dans le calendrier grégorien)